# Lesley Judd
Lesley Judd (nascida em 20 de dezembro de 1946) é uma dançarina e apresentadora de televisão britânica, mais conhecida por apresentar o programa infantil Blue Peter entre 1972 e 1979.